# Picea alcoquiana
Picea alcoquiana, la pícea de Alcock, es una especie de conífera perteneciente a la familia Pinaceae. Es endémica de Japón.

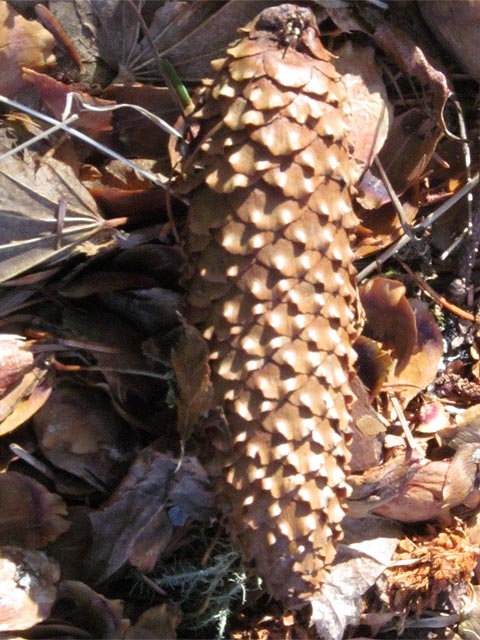
Cono

## Descripción
Es un árbol que alcanza los 30 metros de altura y el tronco los 100 cm de diámetro, largo,  recto y ramificado. La corteza marrón-púrpura madurando a gris-marrón es fisurada. Las hojas son coriáceas, lineales de 10–15 mm de longitud y 1.5 mm de ancho. Las semillas en una piña cilíndrica con un corto pedúnculo, tiene 7–9 cm de longitud y 2.5–5 cm de ancho.

## Taxonomía
Picea alcoquiana fue descrita por (H.J.Veitch ex Lindl.) Carrière y publicado en Traité général des conifères 1: 343. 1867.
Etimología
Picea; nombre genérico que es tomado directamente del Latín pix = "brea", nombre clásico dado a un pino que producía esta sustancia
alcoquiana: epíteto
Variedades aceptadas
- Picea alcoquiana var. acicularis (Maxim. ex Beissn.) Fitschen
- Picea alcoquiana var. reflexa (Shiras.) Fitschen

Sinonimia
- Abies alcoquiana Veitch ex Lindl. 1861;
- Pinus alcoquiana (Veitch ex Lindl.) Parl. in Candolle 1868;
- Picea japonica Regel 1865;
- Abies bicolor Maxim. 1866;
- Pinus bicolor (Maxim.) Parl. in Candolle 1868; and
- Picea bicolor (Maxim.) Mayr 1890.
- Picea acicularis Maxim. ex Beissn. 1891;
- Picea bicolor (Maxim.) Mayr var. acicularis (Maxim. ex Beissn.) Shirasawa 1913; and
- Picea shirasawae Hayashi 1969.
- Picea bicolor (Maxim.) Mayr var. reflexa Shirasawa 1913 (Farjon 1998).